# M24 Chaffee
Lahki tank M24 Chaffee je bil ameriški tank druge svetovne vojne.

## Zgodovina
Do leta 1942 je bilo jasno, da je top kalibra 37 mm že zastarel. Zato so načrtovali njegovo zamenjavo s topom 75 mm. Top so nameščali tudi na lahke tanke, vendar se je nameščanje na tank M5 Stuart ponesrečilo. Nov model je predlagal Cadillac. Do leta 1943 so usposobili prvi prototip, ki je imel nekaj podobnosti s tankom M5. Glavna sprememba na tem tanku je bila kupola in močnejši top.
Projekt se je začel aprila 1943, imenovan T24. Cadillac je tank razvijal skupaj s General Motors. Največje napore vložili v težo tanka. Da so tank ohranili lažji od 20 ton, so oklep postavili čim bolj pod kotom. Tako je oklep lahko ostal dovolj tanek in njegova debelina ni presegala 25 mm. Razvili so tudi nov lažji top 75 mm. Razvili so ga iz topa, ki se je uporabljal na bombniku B-25H Mitchell. Top je imel enake balistične lasnosti kot top M3, vendar je imel tanjšo steno cevi in drugačen polnilni sistem.
Prvi tank je bil končan 15. oktobra 1943. Leta 1944 so tank preimenovali v M24. Delali so ju na dveh mestih, v podjetju Cadillac in v podjetju Massey-Harris. Do konca proizvodnje avgusta leta 1945 je bilo narejenih 4731 tankov. Nekateri od njih so bili dostavljeni britanski vojski.
Prvi tanki M24 so prišli v Evropo konec leta 1944. M24 so bili namenjeni da zamenjajo tanke M5, vendar jih je prišlo premalo in prepozno, da bi naredili zamenjavo. Tank tudi ni bil resna grožnja Nemškim tankom, vendar je vsaj s svojim večjim topom posadki dal možnost da se bori nazaj.
M24 se je boril tudi v korejski vojni. Bil je prvi ameriški tank, ki je se je boril proti korejskim tankom T-34.

## Verzije
- lahki tank T24: Prototip, pozneje preimenovan v lahki tank M24.
- lahki tank T24E1: Prototip z motorom Continental R-975-C4. Eden prototip je bil predelani iz prototipa T24. Testiran je bil oktobra 1944.
- samovozni top M19: Motor je bil prestavljen na sredino tanka, nov dvojni top M2 AA pa je bil prestavljen na zadnjo stran. Naročenih je bilo 904, vendar je bilo narejenih le 285.
- samovozna havbica M37 105 mm: Imel je havbico M4 kalibra 105 mm. Narejen je bil, da bi zamenjal samovozno havbico M7 Priest. Naročenih je bilo 448, dostavljeni pa je bilo 316.
- samovozna havbica M41 155 mm  (Gorilla): Motor je bil premaknjen na sredino tanka, havbica M114 kalibra 155 mm pa je bila pritrjena na zadnjo stran tanka. Naročenih je bilo 250, dostavljenih pa 60.
- Večcevni samovozni top T77: Samovozni top z novo kupolo.
- splošno vozilo T9, T13
- oklepni transporter T22E1, T23E1, T33
- vlačilec T42, T43.
- T9: inženirsko vozilo.
- vlačilec T6E1
- NM-116

### Norveške verzije narejene v letih od 1974 do 1975
- Nekaterim tankom M24 so zamenjali kupol s kupolo iz tanka AMX-13. Obstajale so tudi obratne verzije.
- Prototip tanka M38 Wolfhound je imel poizkusno priterjeno kupolo tanka M24.

## Države uporabnice
- Avstrija
- Belgija
- Čile
- Danska
- Etiopija
- Francija
- Grčija
- Iran
- Irak
- Italija
- Japonska
- Laos
- Norveška
- Filipini
- Portugalska
- Tajvan
- Južna Koreja
- Saudova Arabija
- Južni Vietnam
- Španija
- Tajska
- Turčija
- Združeno kraljestvo
- Urugvaj
- ZDA
- Vietnam